# Хученройтер, Отто
Отто Август Фердинанд Хученройтер (нем. Otto August Ferdinand Hutschenreuter; 24 апреля 1862, Кёнигзее — 9 октября 1944, Вольтерсдорф) — немецкий виолончелист и музыкальный педагог.
Сын торговца. С пятилетнего возраста учился играть на фортепиано, затем перешёл на виолончель. В 1881—1883 гг. занимался в Лейпцигской консерватории у Карла, а затем у Альвина Шрёдеров, а также у Юлиуса Кленгеля; в 1883—1884 гг. совершенствовался в Берлине под руководством Луи Любека.
В 1885—1892 гг. работал в Гельсингфорсе как солист Хельсинкского оркестрового общества. 5 мая 1890 года участвовал в премьере Фортепианного квинтета Яна Сибелиуса (с Ферруччо Бузони, Юханом Хальворсеном, К. Ф. Васениусом и альтистом Йозефом Шварцем). В Гельсингфорсе также преподавал, среди его учеников Георг Шнеевойгт и Оссиан Фострём.
Вернувшись в Германию, в течение года совершенствовался как солист и ансамблист в Берлине у Роберта Хаусмана и Йозефа Иоахима. В 1893—1894 гг. преподавал в Консерватории Штерна. В 1895—1898 гг. солист оркестра в Гомбурге. Затем вновь посетил Гельсингфорс и вернулся в Берлин. Был в числе соучредителей Берлинского общества камерной музыки, некоторое время возглавлял Консерваторию Шванцера (спустя несколько лет после смерти её основателя Хуго Шванцера). С 1903 г. руководил в Шарлоттенбурге, а затем в Берлине молодёжным оркестром, в 1906 г. возглавил существовавшую до начала Первой мировой войны Западную консерваторию (нем. Konservatorium des Westens), основанную десятилетием раньше Германом Генсом. Одновременно продолжал концертировать в Берлине как ансамблист.
В послевоенные годы музикдиректор городка Вольтерсдорф.